# Muzlov

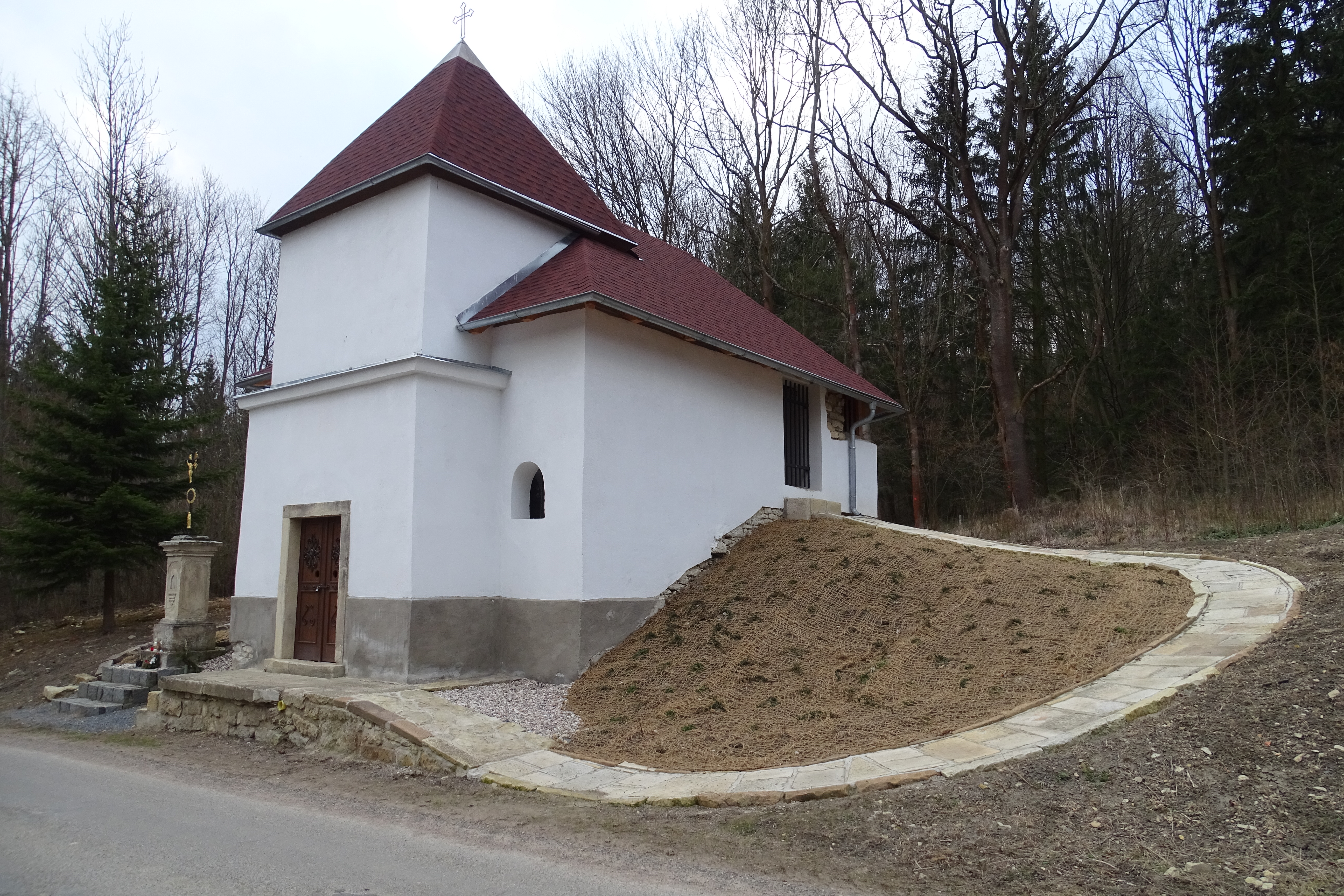
Kapelle des hl. Franz Xaver (2020)

Muzlov (deutsch Mußlau) ist eine Grundsiedlungseinheit der Stadt Březová nad Svitavou in Tschechien. Nach der Vertreibung der deutschen Bewohner 1945/46 wurde das Dorf zur Erweiterung des Schutzgebietes für das Wasserwerk der Stadt Brünn nicht wiederbesiedelt und nach 1948 abgerissen. Die Wüstung liegt zweieinhalb Kilometer nordwestlich von Březová nad Svitavou und gehört zum Okres Svitavy.

## Geographie
Muzlov befindet sich linksseitig des Flusses Svitava – unmittelbar an der alten mährischen Landesgrenze zu Böhmen – in der Svitavská pahorkatina (Zwittauer Hügelland). Die Svitava und der bei Muzlov abgefasste Wiesner Mühlgraben bildeten die Landesgrenze. Östlich erheben sich der U muk (483 m. n.m.) und der Kotel (484 m. n.m.), im Westen der Banínský vrch (Hörnlberg; 482 m. n.m.). Auf der gegenüberliegenden böhmischen Talseite verläuft die Bahnstrecke Brno–Česká Třebová; nordwestlich von Muzlov liegt der Muzlovský tunel (Mußlauer Tunnel).
Nachbarorte sind Hradec nad Svitavou im Norden, Sklené und Pohledy im Nordosten, Horní Hynčina im Osten, Moravská Dlouhá, Česká Dlouhá, Březová nad Svitavou und Zářečí im Südosten, Amerika, Nová Amerika und Bělá nad Svitavou im Süden, Lavičné im Südwesten, die Wüstung Vodárna und Banín im Westen sowie Radiměř im Nordwesten.

## Geschichte
Erstmals urkundlich erwähnt wurde das zur bischöflichen Tafelherrschaft Zwittau gehörige Dorf 1389. Im Jahre 1392 befreite der Olmützer Bischof Nikolaus von Riesenburg mehrere Städte und Dörfer der Tafelherrschaft, darunter auch Muzlov, gegen einen jährlichen Zins von acht Schock Groschen von der Anfallsverpflichtung. Nachdem sich im 15. Jahrhundert auch Bauerngutsbesitzer aus Muzlov der Wasserkraft des gänzlich auf böhmischer Seite befindlichen Flüsschens Svitava bemächtigt hatten, führte dies zu einem langwierigen Streit zwischen der böhmischen Herrschaft Svojanov und dem Bistum Olmütz, der im Jahre 1501 durch einen Schiedsspruch beigelegt wurde. Da die bischöflichen Begabnisbriefe von 1392 bei der Einnahme Zwittaus durch die Hussiten verloren gegangen waren, erneuerte Bischof Stanislaus Thurzo 1513 die Befreiungen. Zu dieser Zeit gehörte Muzlov bereits zu den Besitzungen der Fürsterzbischöflichen Schutz- und Munizipalstadt Brüsau. Wann und auf welchem Wege die Stadt Brüsau ihre Dörfer erworben hat, ist nicht bekannt. 
Im Jahre 1835 bestand das im Olmützer Kreis gelegene Dorf Mußlau bzw. Muslow aus 26 Häusern mit 148 deutschsprachigen Einwohnern. Im Ort gab es sieben Bauern, die vom Feldbau und Fuhrdiensten lebten. Die übrigen Bewohner waren Häusler, die für Tagelohn in den nahen Papiermühlen und Tuchwalken arbeiteten oder Wolle für die Zwittauer Tuchmacher spannen. Pfarr-, Schul- und Amtsort war Brüsau. Bis zur Mitte des 19. Jahrhunderts blieb Mußlau der Stadt Brüsau untertänig.
Nach der Aufhebung der Patrimonialherrschaften bildete Muslau / Muzlov ab 1849 mit dem Ortsteil Mährisch Wiesen / Dlouhá Ves eine Gemeinde im Gerichtsbezirk Zwittau. Ab 1868 gehörte Mußlau zum Bezirk Mährisch Trübau. Der Bau der Bezirksstraße von Mußlau über Mährisch Wiesen nach Brüsau erfolgte 1879. Im Jahre 1890 entstand eine einklassige Volksschule. Als tschechischer Ortsname wurden zum Ende des 19. Jahrhunderts alternativ auch Mozelov und zu Beginn des 20. Jahrhunderts Muzelov verwendet. Zwischen 1911 und 1913 entstand gegenüber von Mußlau bei den zu Bohnau gehörigen Quellhütten nahe der geologischen Grenze zur Böhmischen Kreide das I. Brüsauer Wasserwerk zur Trinkwasserversorgung von Brünn; die gefassten unterirdischen Quellwasser wurden über eine knapp 59 km lange Leitung nach Brünn geführt. Nach dem Ersten Weltkrieg zerfiel der Vielvölkerstaat Österreich-Ungarn, die Gemeinde wurde 1918 Teil der neu gebildeten Tschechoslowakischen Republik. Beim Zensus von 1921 lebten in den 46 Häusern der Gemeinde 290 Personen, darunter 278 Deutsche und zwölf Tschechen. Der Ortsteil Musslau selbst bestand aus 32 Häusern und hatte 196 Einwohner, darunter 192 Deutsche und vier Tschechen. 1930 lebten in der Gemeinde 292 Personen. Im Herbst 1930 war die neue Talstraße von Mußlau nach Greifendorf fertiggestellt; sie wurde im Frühjahr 1931 nach Beseitigung der Unwetterschäden für den Verkehr freigegeben. Am 27. Oktober 1930 brach über das Dorf ein Unwetter herein; der mit Schneefall und Starkregen verbundene Sturm führte zu einem Hochwasser der Svitava. Das Wehr zum Wiesner Mühlgraben und die Straße nach Böhmisch Wiesen und Brüsau sowie die Keller in Mußlau und einige nah am Fluss gelegene Häuser wurden überflutet; außerdem hinterließ der Sturm großflächigen Windbruch in den umliegenden Wäldern. Nach dem Münchner Abkommen wurde Mußlau im Oktober 1938 von der Wehrmacht besetzt, dem Großdeutschen Reich zugeschlagen und gehörte bis 1945 zum Landkreis Zwittau. Im Jahre 1939 hatte die Gemeinde 273 Einwohner. Nach dem Ende des Zweiten Weltkrieges kam Muzlov zur Tschechoslowakei zurück, es erfolgte die Wiederherstellung der alten Bezirksstrukturen. Die meisten der deutschsprachigen Bewohner wurden 1945 vertrieben. Zwecks Erweiterung des Schutzgebietes für das Brünner Wasserwerk erfolgte keine Wiederbesiedlung von Muzlov. Nach 1948 begann der Abbruch der verlassenen Häuser. Erhalten blieben lediglich ein rechts der Svitava abgelegenes Haus, das 1949 mit der neuen Konskriptionsnummer 350 der Gemarkung Česká Dlouhá zugeordnet wurde, sowie die dem Verfall überlassene Kapelle. Die Dorfstätte und die zugehörigen Felder wurden bewaldet. 
1949 wurde die Gemeinde aus dem Okres Moravská Třebová in den Okres Svitavy umgegliedert. Am 17. September 1950 wurden die Gemeinden Muzlov und Česká Dlouhá zu einer Gemeinde Dlouhá vereinigt. Sitz dieser Gemeinde mit den Ortsteilen Česká Dlouhá und Moravská Dlouhá war Česká Dlouhá. Im Jahre 1960 erfolgte die Eingemeindung nach Březová nad Svitavou. Ab dem 1. April 1976 gehörte Dlouhá als Ortsteil zu Brněnec. 1972 begann auf den Fluren zwischen Muzlov und Moravská Dlouhá der Bau des II. Brünner Wasserwerkes, das 1975 vollendet wurde. Seit dem 1. März 1990 war Dlouhá wieder ein Ortsteil von Březová nad Svitavou. Mit Beginn des Jahres 2002 erfolgte die Aufhebung des Ortsteils und Katastralbezirkes Dlouhá, aus dem die Grundsiedlungseinheiten und Katastralbezirke Česká Dlouhá, Moravská Dlouhá und Muzlov hervorgingen. Im Jahre 2018 wurde die Kapelle wiederaufgebaut.

## Ortsgliederung
Muzlov bildet einen Katastralbezirk.

## Sehenswürdigkeiten
- Kapelle des hl. Franz Xaver, das um 1860 durch Erweiterung eines bestehenden Glockenturmes errichtete Bauwerk blieb nach der Devastierung des Dorfes stehen und wurde dem Verfall überlassen. Die Statuen des hl. Josef und der Jungfrau von Lourdes wurden nach Březová nad Svitavou verbracht, die während des Zweiten Weltkrieges geweihte Glocke kam in die Pfarrei Svitavy. Im Laufe der Zeit verschwand die Kapelle hinter Gebüsch; das Dach, die Laterne mit dem Glockenstuhl sowie Teile der Mauern stürzten ein. Nachdem die Ruine 2010 freigelegt und beräumt worden war, fand am 23. Oktober 2010 ein Missionsgottesdienst mit Kreuzweihe statt. Im Sommer 2018 wurde die Kapelle wiederaufgebaut, der Turm erhielt ein schlichtes Walmdach.
- Gusseisernes Kreuz mit vergoldetem Corpus Christi auf hohem Steinsockel, neben der Kapelle, geschaffen 1878. Der erhaltene Sockel wurde 2010 mit einem Kreuz versehen, das am 23. Oktober 2010 geweiht wurde.
- 1. březovský vodovod (I. Brüsauer Wasserwerk), das Kulturdenkmal dient nach wie vor der Wasserfassung zur Trinkwasserversorgung der Stadt Brünn